# Sokolovac
Sokolovac és un municipi de Croàcia al comtat de Koprivnica-Križevci.

## Geografia
Es troba a una altitud de 202 msnm i a 86 km de la capital nacional, Zagreb.

## Demografia
Al cens de 2011 el total de població del municipi va ser de 3.417 habitants, distribuïts a les següents localitats:
- Brđani Sokolovački - 50
- Domaji - 176
- Donja Velika - 91
- Donjara - 26
- Donji Maslarac - 74
- Gornja Velika - 95
- Gornji Maslarac - 42
- Grdak - 85
- Hudovljani - 135
- Jankovac - 41
- Kamenica - 17
- Ladislav Sokolovački - 120
- Lepavina - 200
- Dolenta Branjska - 60
- Dolenta Mučna - 81
- Mali Botinovac - 15
- Mali Grabičani - 193
- Mali Poganac - 141
- Miličani - 147
- Paunovac - 30
- Peščenik - 79
- Prnjavor Lepavinski - 58
- Rijeka Koprivnička - 68
- Rovištanci - 57
- Sokolovac - 464
- Srijem - 213
- Široko Selo - 32
- Trnovac Sokolovački - 104
- Velika Branjska - 31
- Velika Mučna - 339
- Veliki Botinovac - 88
- Vrhovac Sokolovački - 65

| Gràfica de població de Sokolovac 1857-2011 |
|                                            |